# Skanderbeg l'eroe albanese
Skanderbeg l'eroe albanese (Heroi Kombetar Skenderbeu) è un film del 1954 e diretto da Sergej Iosifovič Jutkevič. Si tratta di un film biografico che ritrae la vita e le gesta dell'eroe  nazionale albanese Scanderbeg. È il primo lungometraggio dovuto alla cooperazione tra Albania e Unione sovietica.

## Trama
Skanderbeg unisce i principi d'Albania durante il suo matrimonio tra la sorella Donika e Carlo Thopia. Poi viene tradito dal nipote Hamza, che si mette dalla parte dei Turchi, così Skanderbeg inizia ad arruolare gente comune per combattere i Turchi.

## Distribuzione
Il film è uscito in diverse date solo in alcuni paesi del mondo: 12 luglio 1954 negli Stati Uniti; il 26 novembre 1954 in Finlandia; il 1º dicembre 1955 in Svezia.
Il 23 ottobre 2004 il film è stato distribuito in home video in formato DVD dalla Eurostar.